# 원주의료고등학교
원주의료고등학교(原州醫療高等學校)는 대한민국 강원특별자치도 원주시 문막읍 건등리에 있는 공립 고등학교이다.

## 학교 연혁
- 1969년 11월 22일 : 문막상업고등학교 설립인가(상업과 1학급 인가)
- 1970년 3월 1일 : 문막상업고등학교 개교
- 1982년 3월 1일 : 문막종합고등학교로 교명 변경
- 1987년 3월 1일 : 문막실업고등학교로 교명 변경
- 2001년 3월 1일 : 원주정보공업고등학교로 교명 변경
- 2006년 8월 24일 : 학과개편 및 교육부 특성화 학과 지정(의료기계과 2학급 개편, 의료기기과 1학급)
- 2010년 3월 1일 : 원주의료고등학교 개교(특수목적고, 산업수요 맞춤형 고등학교) (학과개편 의료기계과 2학급, 의료전기과 2학급, 의료전자과 2학급)
- 2010년 4월 13일 : 학칙변경인가, 원주의료고등학교로 교명 변경 (의료기계과 2학급, 의료전기과 2학급, 의료전자과 2학급)
- 2018년 10월 15일 : 학칙변경인가 (학과개편 의료기계과 2학급, 의료전기전자과 2학급, 바이오의약과 2학급)
- 2025년 1월 10일 : 제53회 졸업식 87명 졸업, 누계 9,565명
- 2025년 3월 1일 : 제19대 김진락 교장 취임
- 2025년 3월 4일 : 신입생 3개 학과 6학급 98명 입학
- 2026년 3월 (예정) : 한국의료마이스터고등학교 교명 변경

## 설치 학과
- 바이오의약과
- 의료전기전자과
- 의료기계과

## 참고 자료
- 원주의료고등학교 - 한국교육학술정보원 학교알리미